# Homer L. Shantz
Homer LeRoy Shantz (1876-1958) est un botaniste américain qui a présidé l'université de l'Arizona.

## Biographie
Né au Michigan, Homer LeRoy Shantz grandit à Colorado Springs, au Colorado. Il obtient son doctorat en botanique à l'université du Nebraska, en 1905. Il voyage beaucoup, particulièrement dans l'Ouest américain et en Afrique, et réalise des photographies documentaires partout où il se rend. Il s'intéresse particulièrement à cette technique qu'il utilise à des fins de recherche, pour documenter les changements affectant la végétation. Il est président de l'université de l'Arizona de 1928 à 1936, et se focalise sur l'Arizona et le désert de Sonora . Pendant cette période, il œuvre avec John E. Harrison Jr. à l'acquisition de terres afin de créer ce qui est aujourd'hui le parc national de Saguaro. En 1936, il démissionne à la suite de désaccords avec le législateur et le conseil d'administration de l'université.
À partir de 1936, il est chef de la Division de gestion de la faune sauvage du Service des forêts des États-Unis (US Forest Service), jusqu'à sa retraite en 1944. Il travaille par la suite avec la Section de géographie du Bureau de la recherche navale pour photographier à nouveau de nombreux sites qu'il avait documentés plus tôt dans sa carrière. 